# Judenburg
Judenburg (Judembourg en français) est une ville autrichienne du Land de Styrie située sur les rives de la rivière Mur, à l'ouest de la ville de Graz. C'est un centre industriel et commercial de 9 979 habitants (en 2018), qui s'étend sur une zone de près de 64 km2 à 737 mètres d'altitude.
L'emblème de la ville est une tête caricaturale de Juif avec un chapeau pointu (judenhut), qui était au Moyen Âge un signe habituel de discrimination des Juifs.
Son nom tient à l'histoire de la ville et signifie « château des Juifs » ou plus anciennement « arrondissement des Juifs ».

## Géographie
La ville de Judenburg est située dans la Haute Styrie, « le cœur vert de l'Autriche » (Das grüne Herz Österreich), dans la partie Sud de l'Autriche, à l'extrémité ouest du bassin de Aichfeld et s'étend le long de la rivière de la Mur. Elle se positionne à une altitude de 737 mètres dans une région alpine, vallonnée et sylvestre dont la superficie s'étend sur près de 65 km2.

### Situation

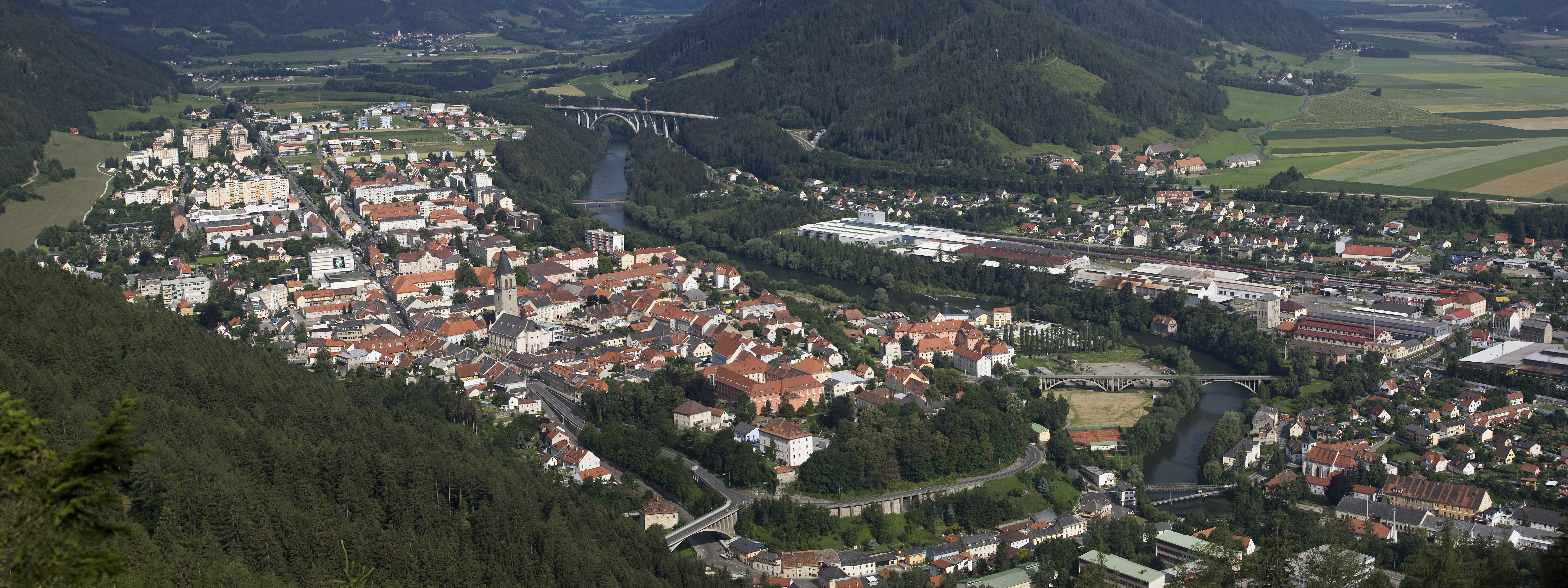
Panorama de Judenburg.

Judenburg se trouve au voisinage des communes de (à partir du nord, dans le sens des aiguilles d'une montre) :
- Fohnsdorf
- Maria Buch-Feistritz
- Reifling
- Oberweg
- Sankt Peter ob Judenburg
- Pöls

La communauté comporte trois zones cadastrales :
- Judenburg
- Tiefenbach
- Bad Waltersdorf

En 1940, la ville a rejoint la communauté de Murdorf et en 1963, le village de Waltersdorf. Le 1er janvier 2015, les municipalités voisines de Oberweg et Reifling sont fusionnées en Judenburg.

### Population
La ville est peuplée de 9 979 habitants (en 2018).  
Elle avait atteint le nombre culminant de 12 500 habitants dans les années 1970 pour ensuite décroître.

## Histoire

### Archéologie
Les découvertes archéologiques, en particulier le tumulus de Strettweg, à proximité de Judenburg, indiquent que la région était peuplée dès l'époque de la culture de Hallstatt.

### Au Moyen Âge

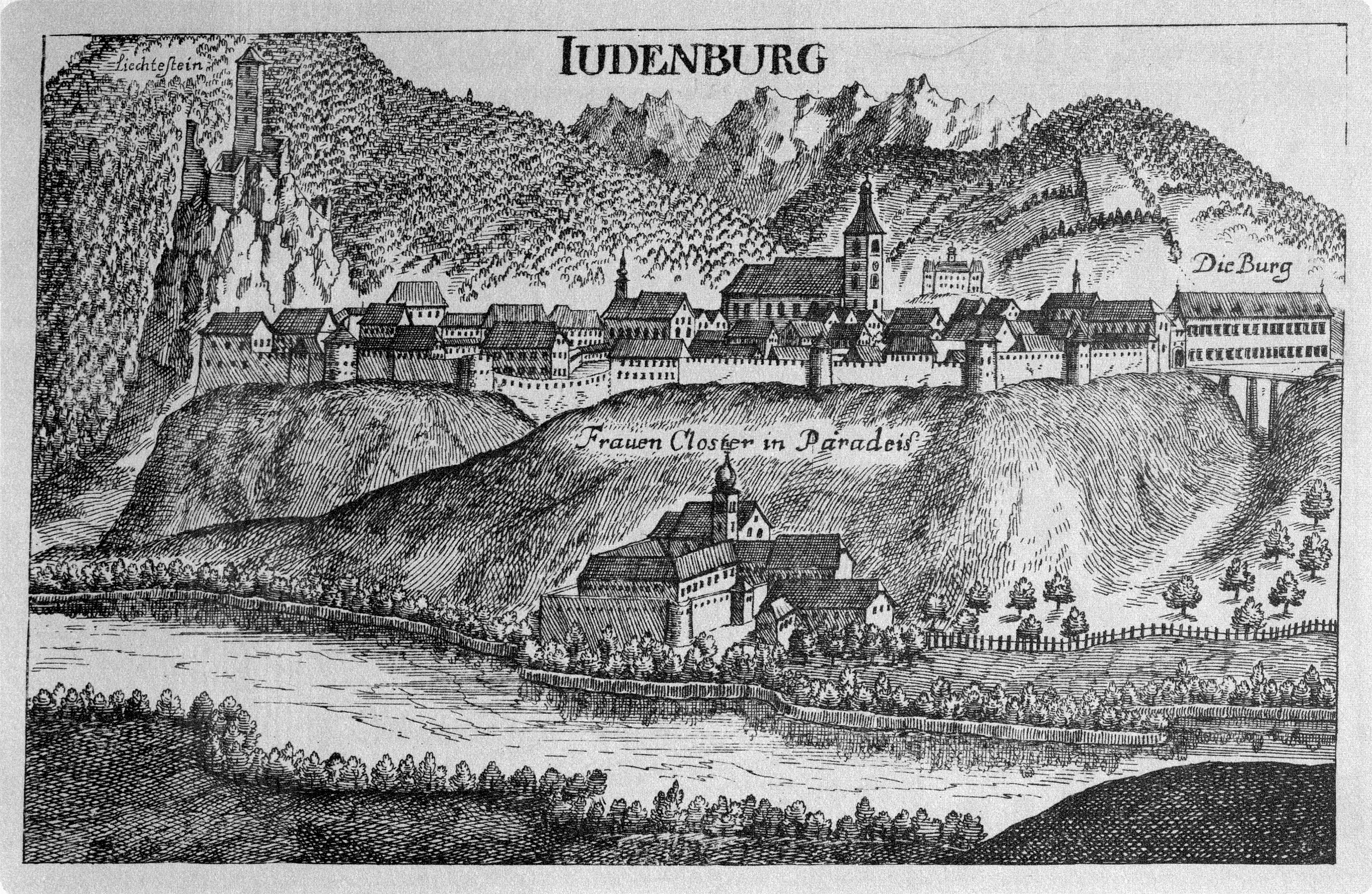
« Iudenburg », 1681

La première mention de Judinburch date de l'an 1074 où sont cités les Juifs de Styrie, l'ancien Idunum. En 1102, l'endroit est désigné sous l'appellation « mercatum Judenpurch » liée aux domaines du château d'Eppenstein, fief ancestral de cette famille noble d'origine bavaroise qui a régné en tant que margrave styrien au XIe siècle. Le bourg est peuplé de Juifs qui devaient y habiter déjà depuis un siècle en tant que marchands et qui lui permettent de figurer comme un avant-poste commercial sur la route de la vallée de la Mur.
À l'extinction de la dynastie des Eppensteiner en 1122, leurs domaines deviennent la propriété des Otakars (en) (ou von Traungaus) de Styrie et en 1192, celle de la maison de Babenberg, ducs d'Autriche depuis 1156 et ce, avant l'avènement de la maison des Habsbourg.

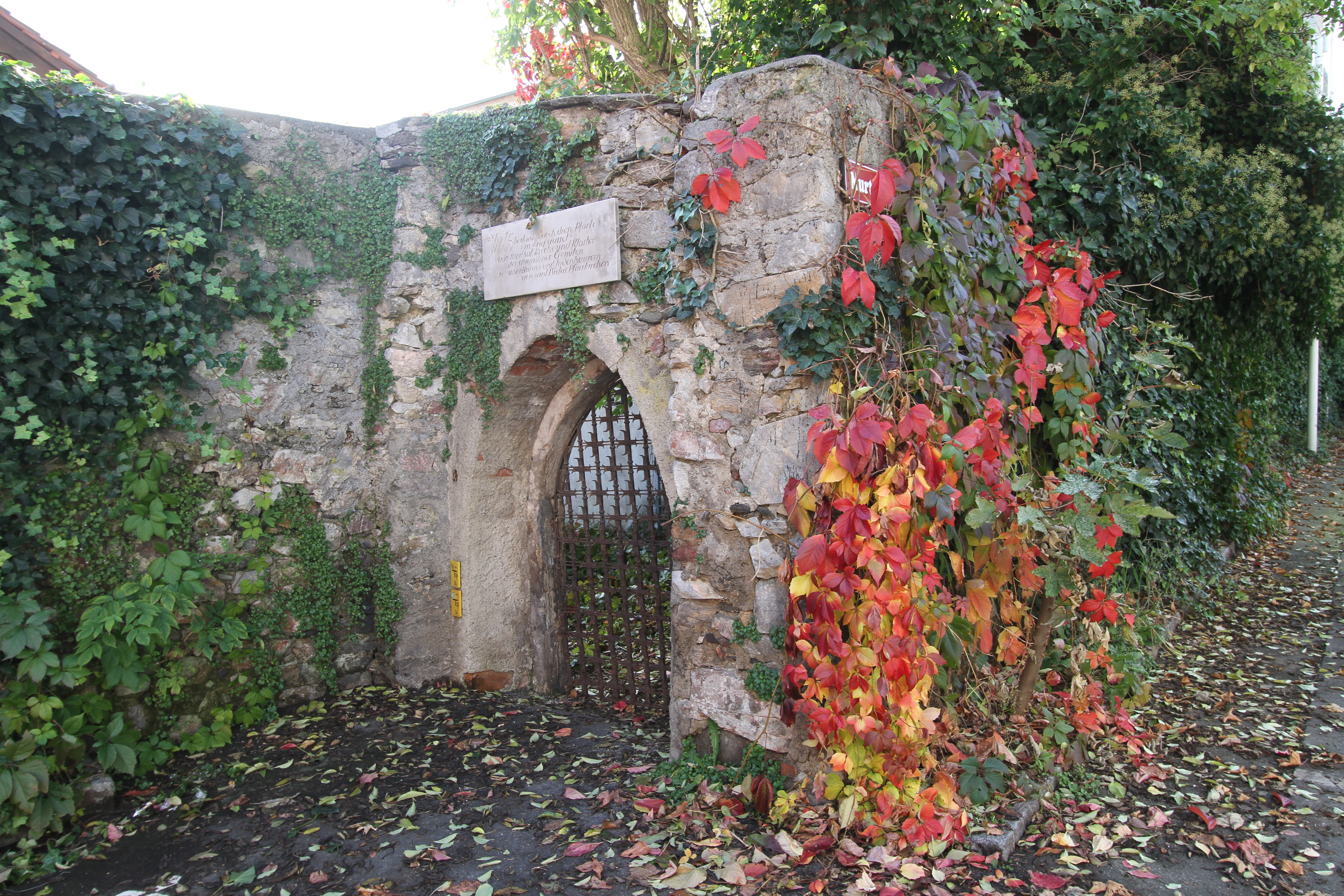
Porte du cloître des Augustins.

Les commerçants juifs jouent alors un rôle important dans le commerce transalpin à travers un col de montagne en Carinthie et fondent des comptoirs commerciaux dans la région. En 1224, Judenburg obtient un droit de cité et croît aux XIIIe et XIVe siècles pour devenir un centre commercial significatif, en relation en particulier avec Venise. C'est à cette époque qu'a été construite la vieille ville encore bien conservée.
L'une des principales matières premières exploitées dans la ville est la valériane (Valeriana celtica) dite aussi « fleur de Marie-Madeleine » qui en aurait été utilisatrice, dont l'huile essentielle et l'hydrolat (eau florale) sont employés aux XIIe et XIIIe siècles pour la production de parfums et de savons parfumés, et exportées jusqu'en Orient où ils sont convoités. En outre, l'industrie d'extraction du minerai de fer de Styrie occupe la ville. Ainsi, le travail de la fonte donne naissance au premier « Judenburger florin » dans le pays des Habsbourg.
En 1267, le port du chapeau pointu pour tous les juifs est rendu obligatoire à Vienne à la suite du quatrième concile de Latran tenu par Innocent III, puis confirmé par un édit lors du Concile de Vienne de 1312. Il sera ainsi arboré pendant plusieurs siècles.

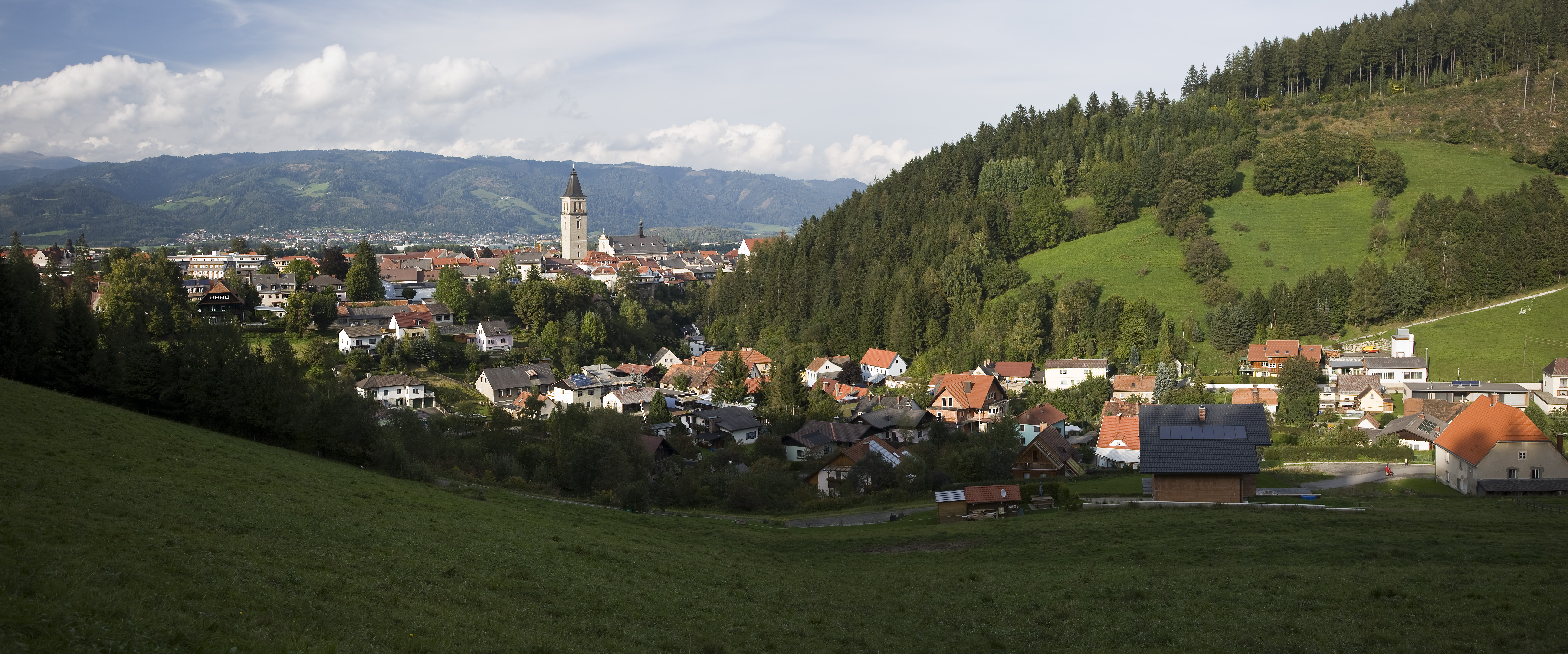
Panorama de Judenburg vu du Sud.

L'influence et le succès des juifs dans le commerce donnent lieu à de nombreux fantasmes de la part des autres habitants chrétiens, à une époque où les croyances les plus absurdes étaient communes, qui se propagent dans la région. Une accusation de profanation d'hostie contre la communauté juive est signalée à Fürstenfeld, à quelques kilomètres du bourg, et provoque des émeutes. Les juifs de Judenburg sont ensuite accusés de projeter le meurtre de tous les chrétiens dans la nuit de Noël 1312 — projet qui aurait été révélé par une jeune juive qui voulait sauver le chrétien dont elle était amoureuse. Devant la populace déterminée à exterminer tous les juifs, certains d'entre eux s'enfuient mais un grand nombre sont tués malgré les bulles pontificales et l'intervention du duc Albrecht II qui essaient de limiter ces violences sur toute la région.
Néanmoins, cet événement ne dissuadent pas les Juifs rescapés à revenir chez eux, peu après. Dès 1329, un Juif nommé David Höschel est mentionné comme prêteur au couvent d'Admont et l'évêque de Lavantegg emprunte de l'argent à des Juifs dont Höbsel et un certain David.
En 1348-1349, tout le pays souffre de la Peste noire et perd une grande partie de sa population. Albert II doit intervenir pour protéger ses sujets juifs persécutés car accusés de propager ce fléau. Parmi les Juifs de Judenburg que le duc d'Autriche prend sous sa protection spéciale, figurent lesdits Haslein, Velchlein, Isserlein et Freudmann dont les archives ont gardé la trace.

### À la Renaissance
Aux XIVe et XVe siècles ont lieu plusieurs pogroms. À la suite de nouvelles accusations - ravivées pendant des siècles - sur les communautés juives d'Autriche et d'autres pays, et proférés par les ecclésiastiques de profanation d'hostie et de crime rituels sur des enfants chrétiens, les biens des Juifs sont confisqués, leurs propriétaires sont soumis à la torture puis sont brûlés sur des bûchers, leurs enfants convertis au christianisme et enfermés dans des cloîtres, et les autres se suicident ou sont expulsés d'Autriche en vertu de l'Edit de Vienne que le Prince a dû signer à contrecœur en 1421, poussé par les autorités religieuses.

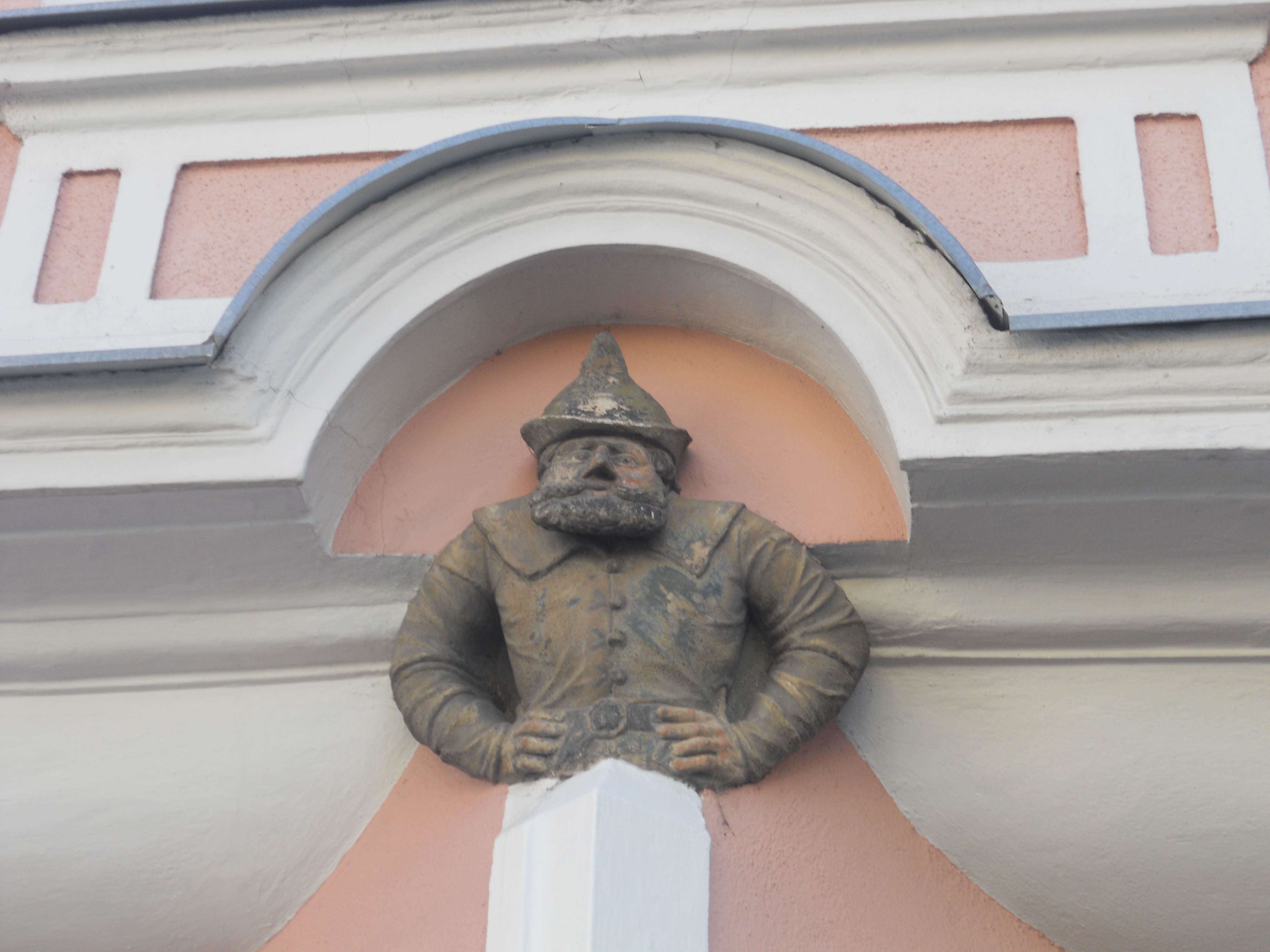
Mascaron à buste de Juif au chapeau pointu sur Burggasse.

Au début du XVe siècle, vingt-deux grossistes juifs sont établis et prospèrent à Judenburg, ainsi que trente-huit autres riches marchands à majorité juive. Outre l'implication dans le commerce, les Juifs de Judenburg ont l'autorisation en Styrie de s'occuper d'agriculture et de la construction de routes. À cette époque, une rue assez longue appelée « Judengasse » est occupée presque entièrement par les Juifs, mais sans pour autant être considérée comme un ghetto puisqu'ils vivaient aussi dans d'autres parties de la ville où des Chrétiens étaient leurs voisins.
En 1460, Frédéric III octroie à la ville de Judenburg un monopole mondial sur le commerce de la valériane, lequel a perduré cent ans. À cette même date, les annales indiquent qu'à Judenburg, le Juif Cham est propriétaire de six maisons et son coreligionnaire Manl, de trois. L'empereur Frédéric (1424-1493) accorde sa protection aux Juifs de sa province et même à ceux réfugiés d'autres provinces autrichiennes, qui fuient les persécutions antisémites de cette époque.
Elles se reproduisent à nouveau avant que la Diète (Assemblée d'Empire) du duché de Styrie n'obtienne, en 1496, un ordre de l'empereur Maximilien Ier d'expulser tous les Juifs de Styrie, Carinthie et Carniole, au motif qu'ils auraient été encore « coupables d'avoir profané le saint Sacrement de l'autel et assassiné des enfants chrétiens ». Cette expulsion générale eut lieu après tortures, conversions et mises à mort de certains, et permit de s'attribuer les biens des Juifs et d'éteindre les créances qu'ils avaient sur les bourgeois chrétiens. Les Juifs rescapés durent ainsi abandonner Judenburg et beaucoup émigrèrent en Italie.
Conséquemment, la ville connaît une période de déclin au XVIe siècle mais la fabrication d'armes se développe et figure un facteur économique important. 

### À l'époque moderne

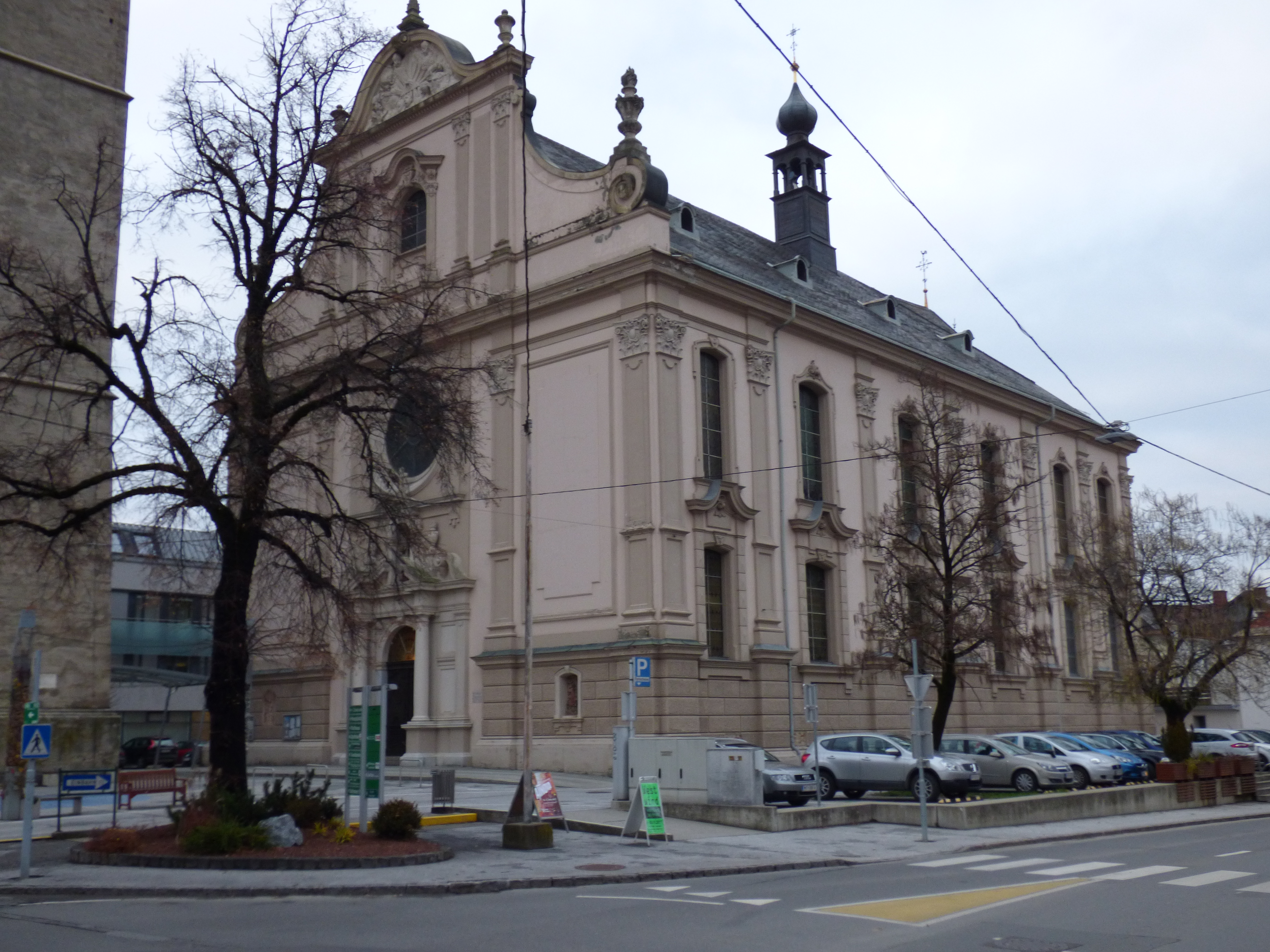
Eglise paroissiale St. Nicolas, ancienne synagogue de Judenburg.

Financièrement fondé en 1621 par le baron Balthazar IV de Thanhausen, le collège des Jésuites s'installe dans l'ancien monastère des Augustins: des travaux de construction et d'amélioration y sont faits pour l'adapter aux besoins pédagogiques du 'Ratio Studiorum'. L'église, terminée en 1658, est consacrée l'année suivante.
Précédés de quelques coreligionnaires en 1753 et 1775, des Juifs s'installent à nouveau (deuxième partie du XVIIIe siècle) dans les trois terres de la couronne d'où ils avaient été chassés, grâce au décret de 1781 de l'empereur François-Joseph I qui leur octroie officiellement le droit de vendre aux marchés de Graz, à quelques kilomètres de Judenburg. À cette époque, Judenburg est capitale de district.
Lors des guerres napoléoniennes et après sa percée en Italie, le général Bonaparte avance jusqu'à Judenburg et dans la nuit du 7 avril 1797 il lui est proposé une trêve qui prendra le nom de Traité de Leoben qu'il signe avec les Autrichiens, mettant ainsi fin à la guerre de la première coalition entre le Saint-Empire romain germanique et la Première République française.
Le vieux château de Judenburg est victime d'incendies tout au long de son histoire : 1504, 1670, 1709, 1807, 1818 et 1840, dont il reste les ruines. Au début du XIXe siècle, c'est la majeure partie de la ville qui est incendiée puis reconstruite.
L'ancien décret d'interdiction de séjour des Juifs par Maximilien de 1496 est renouvelé sept fois jusqu'en 1861 où il est finalement abrogé. La vie juive peut reprendre à Judenburg et les Juifs enterrer leurs morts dans leur cimetière.
En 1881, la ville compte plus de 4 000 habitants qui jouissent d'un moulin et de l'installation d'une nouvelle conduite d'eau moderne. La cité devient alors un centre administratif, économique et industriel important au moment de l'ère industrielle où l'exploitation du minerai du fer et de l'acier bat son plein. De nombreuses usines de ferronnerie sont également en fonctionnement

### AuXXesiècle

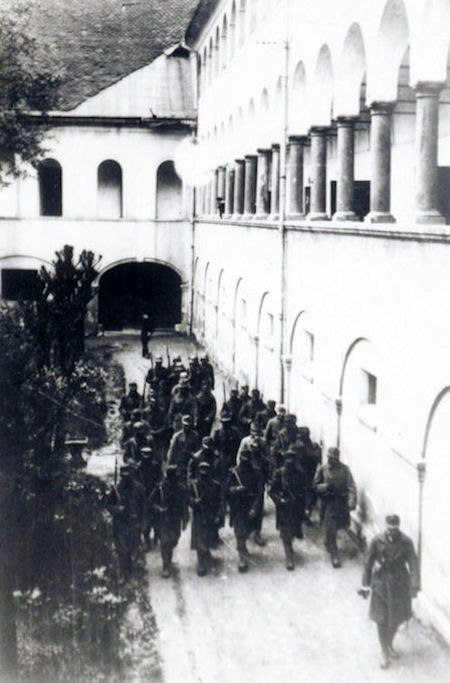
Mutins de Judenburg conduits sur le lieu de leur exécution, 16 mai 1918.

Au début du XXe siècle, il existe une petite communauté juive à Judenburg relevant du rabbinat de Graz, possédant un tribunal, une synagogue et un cimetière.
À la même époque, la ville est l'un des centres principaux de sidérurgie en Autriche ; les pionniers Sebastian Danner et Konrad Wittgenstein fondent une usine d'acier moulé qui sera complétée d'un laminoir et d'une forge. L'expression « stahl Judenburg » (acier de Judenburg) a le sens de qualité. Aujourd'hui, seule une petite partie de la production industrielle est restée dans la ville.
De 1910 à 1914, on trouve à Judenburg la première ligne de trolleybus en Autriche. Il y stationne aussi jusqu'en 1914, une garnison de l'Armée impériale austro-hongroise : le bataillon de chasseurs moraves no 17. 

Lors de la dernière partie de la Première Guerre mondiale, certains militaires du régiment d'infanterie, à majorité d'origine slovène, refusent de servir l'Autriche-Hongrie. Le soulèvement de mai 1918 à Judenburg prend de l'ampleur et donne lieu à des scènes de pillage dans la ville. Il se solde par une comparution et des condamnations devant le tribunal miliaire menant à l'emprisonnement de nombre de rebelles et à l'exécution des principaux responsables de la mutinerie, le 16 mai 1918.

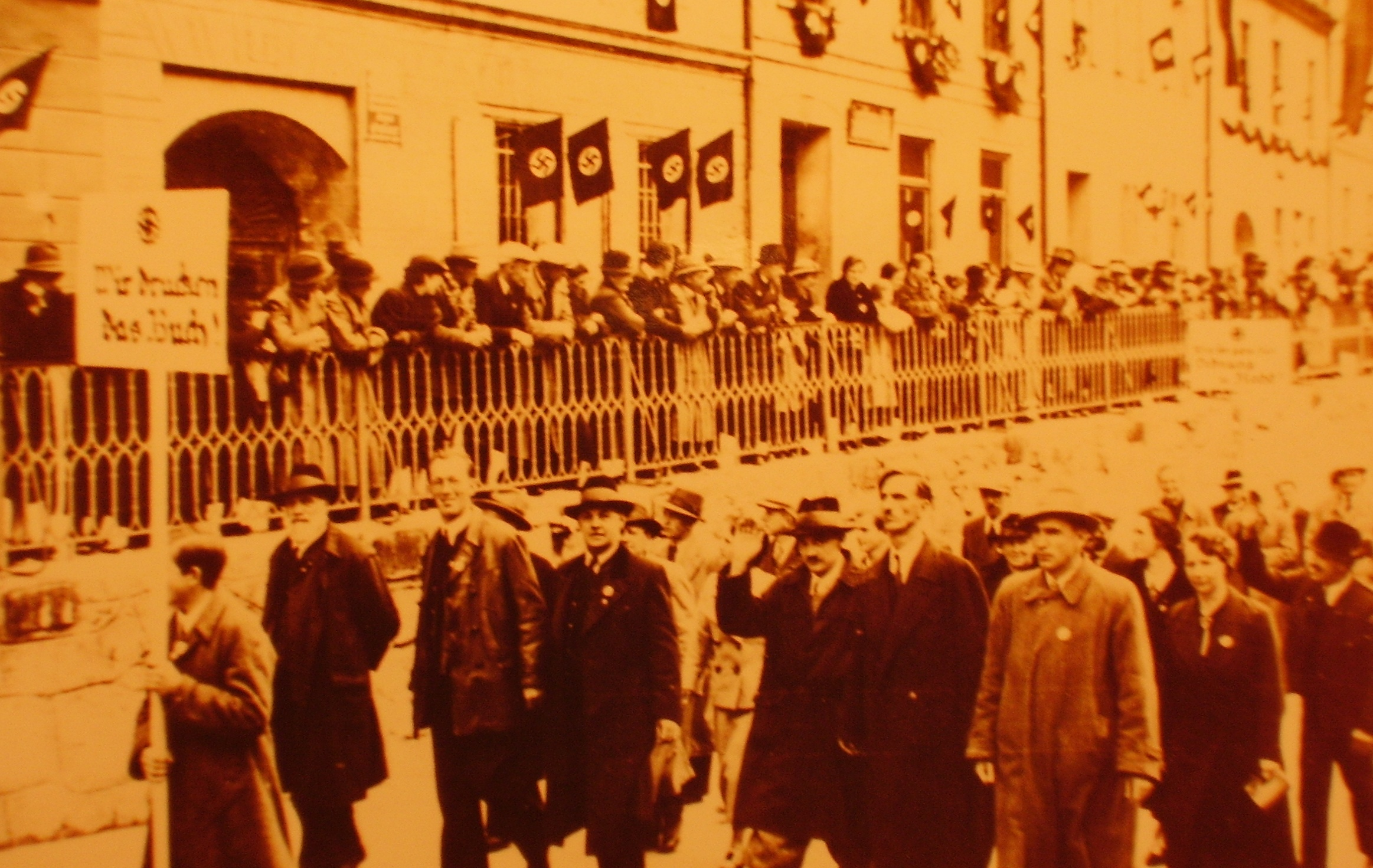
Judenburg après l'Anschluss de 1938.

Pendant l'ère nazie, un sous-camp du camp de Mauthausen est construit près de Judenburg. Après avoir débarrassé Judenburg de ses habitants juifs, il est alors question de changer le nom de la ville pour lui faire oublier complètement tout lien avec les Juifs et les noms de « Zirbenstadt » et même de « Adolfburg » sont pris en considération. Cependant, la discussion ayant été reportée après la guerre, ce changement n'a pas eu lieu.
À la fin de la Seconde Guerre mondiale, Judenburg se trouve dans la zone britannique d'occupation ; elle accueille plus de 235 blessés arrivés en ambulance en mai 1945 après des affrontements sanglants dans la vallée entre les Britanniques et des soldats, des familles de Cosaques qui refusaient d'être livrés à Tito ou aux communistes, à la suite de la conférence de Yalta de février de la même année. La ville est transformée en un camp DP, camp pour les réfugiés dont des Juifs déplacés et des Russes.

## De nos jours

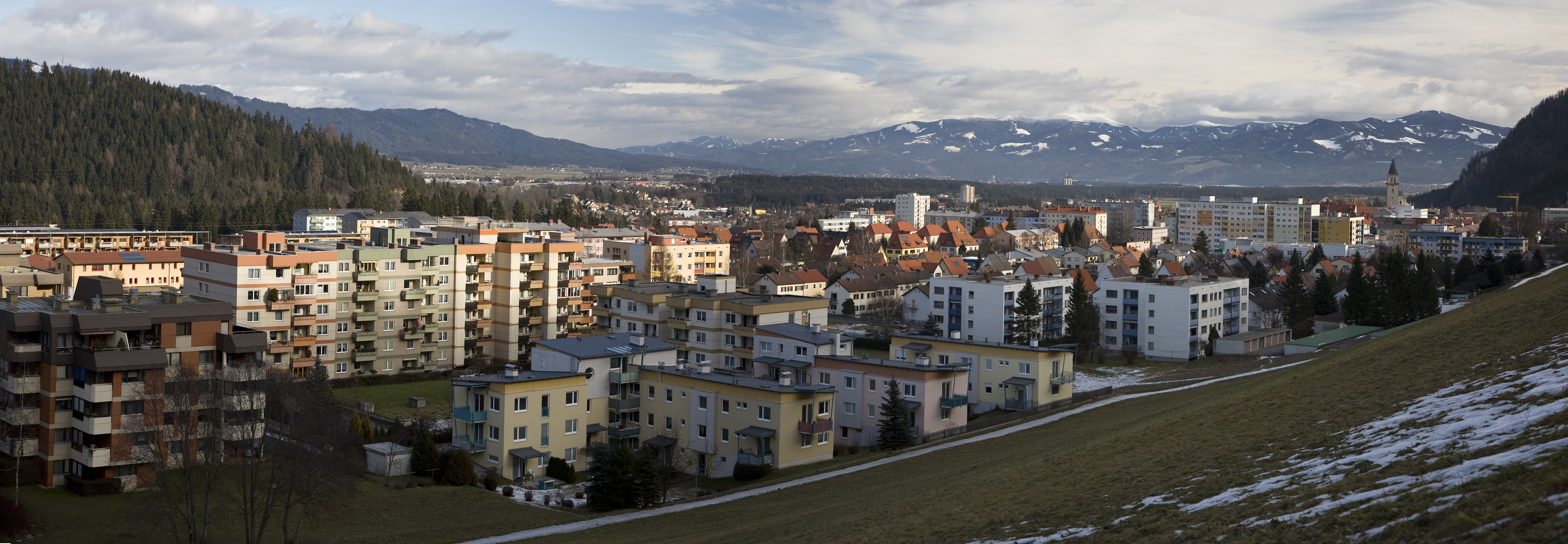
L'Ouest de Judenburg.

Bien que la plupart de la population juive de Judenburg ait été anéantie par les nazis, de nos jours, la ville reste le foyer de plusieurs centaines de Juifs.
La population générale de la ville n'a cessé d'augmenter depuis le XIXe siècle pour culminer dans les années 1970. Elle a ensuite lentement décru pour passer aujourd'hui sous la barre des 10 000 habitants. La construction d'un centre commercial dans la ville voisine de Fohnsdorf, a accentué l'exode des entreprises et des résidents, contre lequel la municipalité tente de résister.  
Selon le recensement de 2001, la ville emploie 6 000 employés municipaux qui se répartissent sur 578 postes de travail.  
Judenburg est à présent une cité industrielle et commerciale qui a perdu de son dynamisme économique comme la plupart des villes industrielles de la région de la Mur-Mürz-Furche (de) après la crise de l'acier des années 1970-80, et s'appuie notamment sur la production des entreprises Stahl Judenburg GmbH et Styrie Federn GmbH mais aussi sur l'exploitation forestière et agricole alentour. 
Elle fait partie du Doublage depuis 1999, une association de villes dans l'Union européenne ; ces villes entretiennent des échanges culturels, éducatifs et sportifs.
La fête de la ville a lieu en juin et mobilise une partie de la région.

## Lieux remarquables

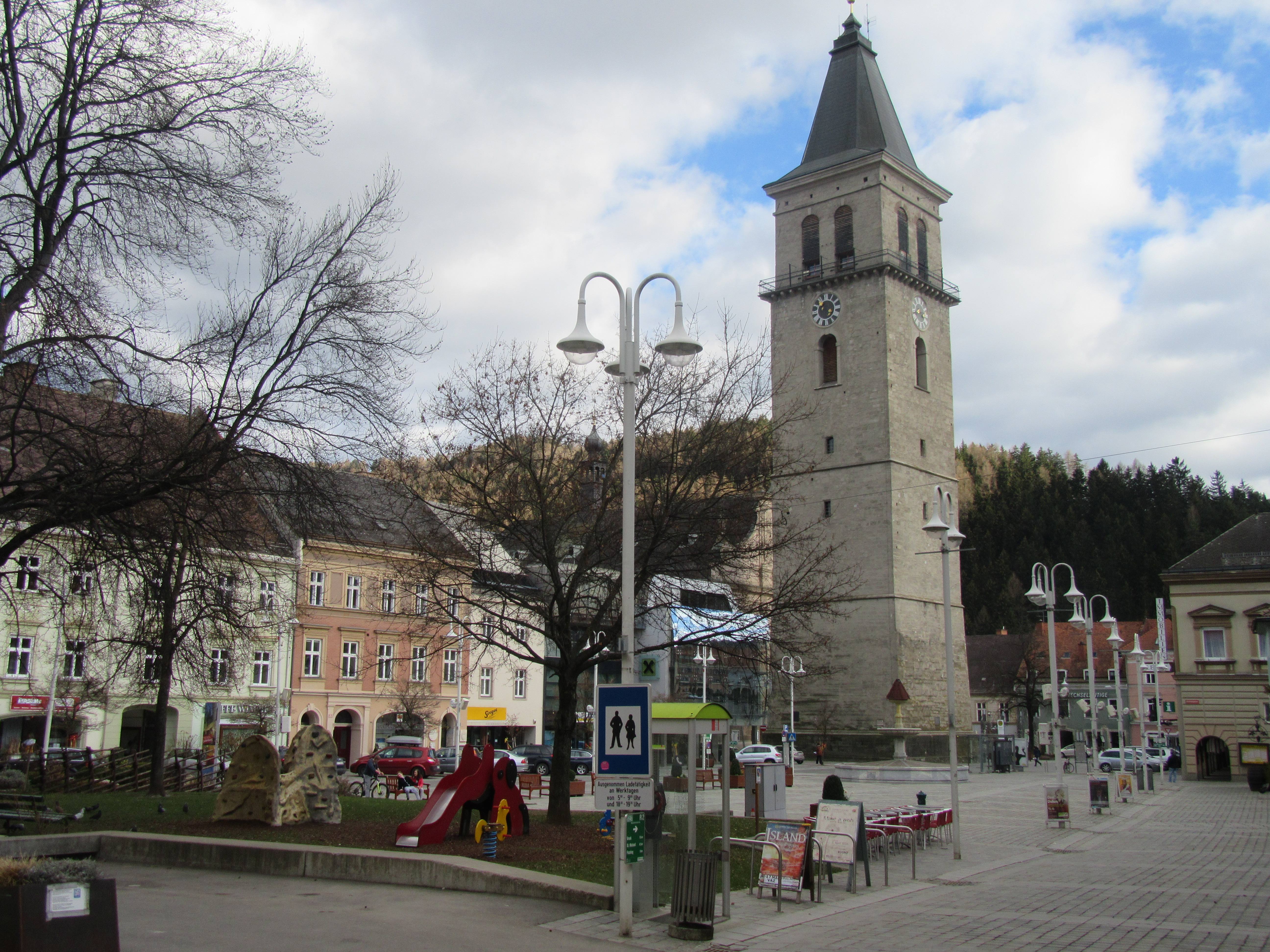
Place avec la Tour ou « Stadturm » du XVe siècle de Judenburg.

- L'ancien quartier juif de la ville autour de l'église de Saint-Nicolas, a gardé quelques-uns de ses bâtiments. Sur la place principale se tient encore debout une maison avec un mascaron sculpté représentant la figure d'un Juif, placé comme signe de la ville et rappelant une grande partie de son histoire.
- La légende rapporte qu'à l'occasion d'un des massacre des Juifs de la ville, le dernier avait été capturé et étranglé avec une chaîne à la porte de la ville encore appelée « Judenthürl ».
- L'église Saint-Nicolas a été reconstruite en 1673 dans le style baroque et il y a été introduit plus tard des éléments néo-Renaissance. Elle est l'ancienne synagogue principale des Juifs de Judenburg et des inscriptions en hébreu peuvent encore être lues sur ses pierres[3]. À l'intérieur de l'église, sont représentées les figures des douze apôtres de l'œuvre du sculpteur local, Balthasar Brandstätter. À côté de l'autel, une statue en bois de la Vierge Marie à l'Enfant datant de 1500 est conservée[18],[13].

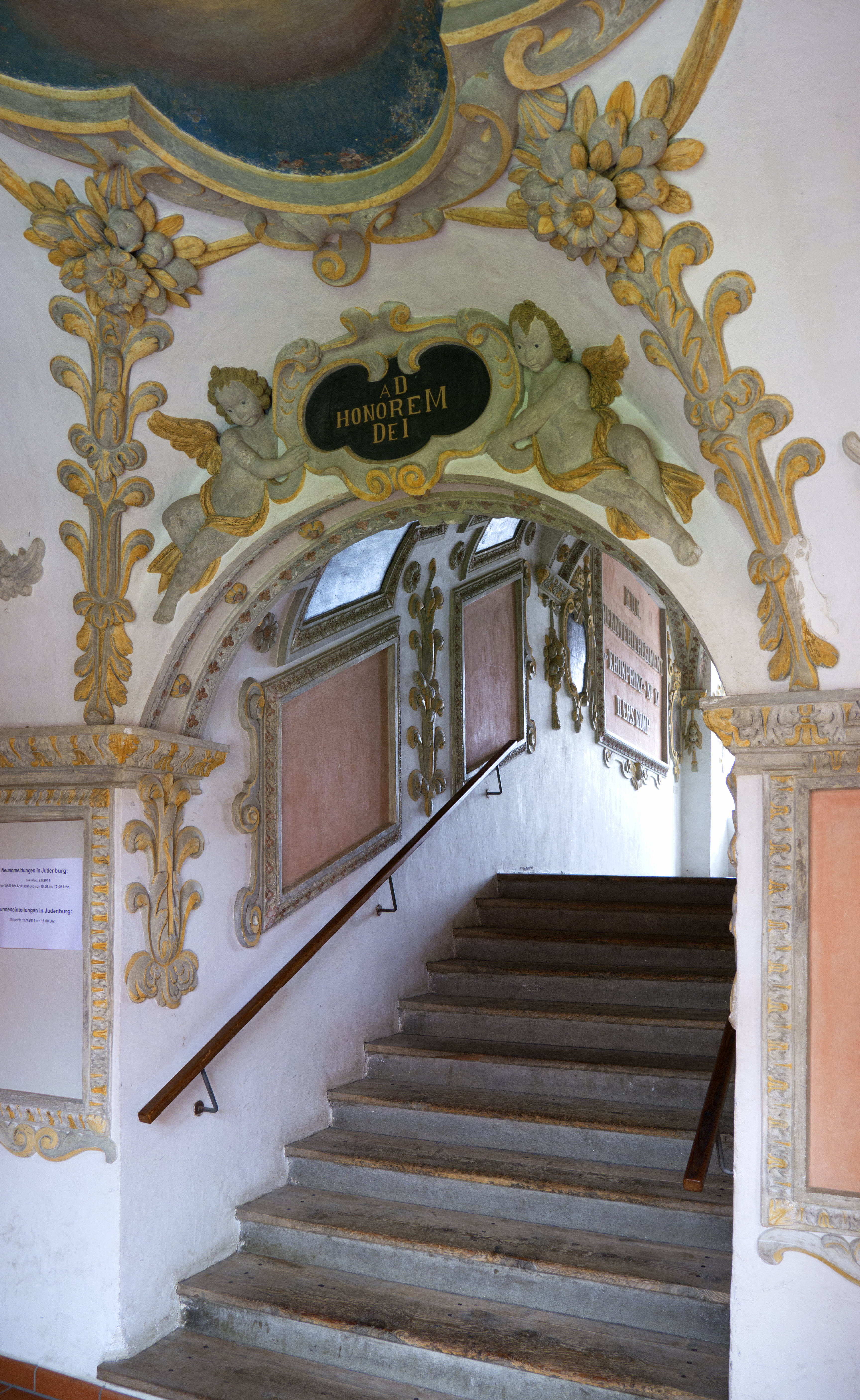
Cloître du collège des Jésuites.

- Au centre de la place principale, trône la Tour de Judenburg haute de 76 mètres et datant du XVe siècle. Elle a subi plusieurs incendies et a été restaurée autant de fois. Elle compte à l'intérieur un escalier de 256 marches et s'est enrichie dernièrement d'un ascenseur. La partie supérieure est percée de deux fenêtres par côté. Autrefois, elle abritait de quatre à six cloches. Logés près d'elles, les crieurs devaient donner l'heure à la cité en se servant d'un soufflet. Elle servait aussi de tour de garde au XIXe siècle et offre aujourd'hui une vue panoramique sur la vallée de Aichfeld.
- Judenburg s'enorgueillit de l'église de Marie-Madeleine, célèbre pour ses vitraux gothiques restaurés.
- Le collège des Jésuites est un bâtiment à quatre grandes ailes de style baroque. C'était un ancien monastère des ermites augustins déchaussés fondée en 1364 puis la maison des Jésuites de la Contre-Réforme de 1620, fondé par un baron von Thannhauser. Elle accueille aujourd'hui (2023) une école d'art et une auberge de jeunesse.
- La ville de Judenburg est dotée d'un musée municipal consacré à l'histoire, l'activité commerciale et l'art de la région[13].
- Se trouve aussi à Judenburg, (en) Puch, un musée régional[18] qui traite des jalons importants de l'histoire de l' industrie automobile et présente une large gamme de cyclomoteurs, scooters, motos et vélos du monde entier.
- Plus loin se trouve le couvent franciscain avec un cloître qui date de 1455 alors que ses bâtiments furent construits vers 1256, puis transformés.
- Située sur un plateau du versant Nord du Liechtenstein, l'église du Calvaire a été construite vers 1720 par un conseiller de Judenburg en remerciement d'un service urgent qui lui avait été octroyé.

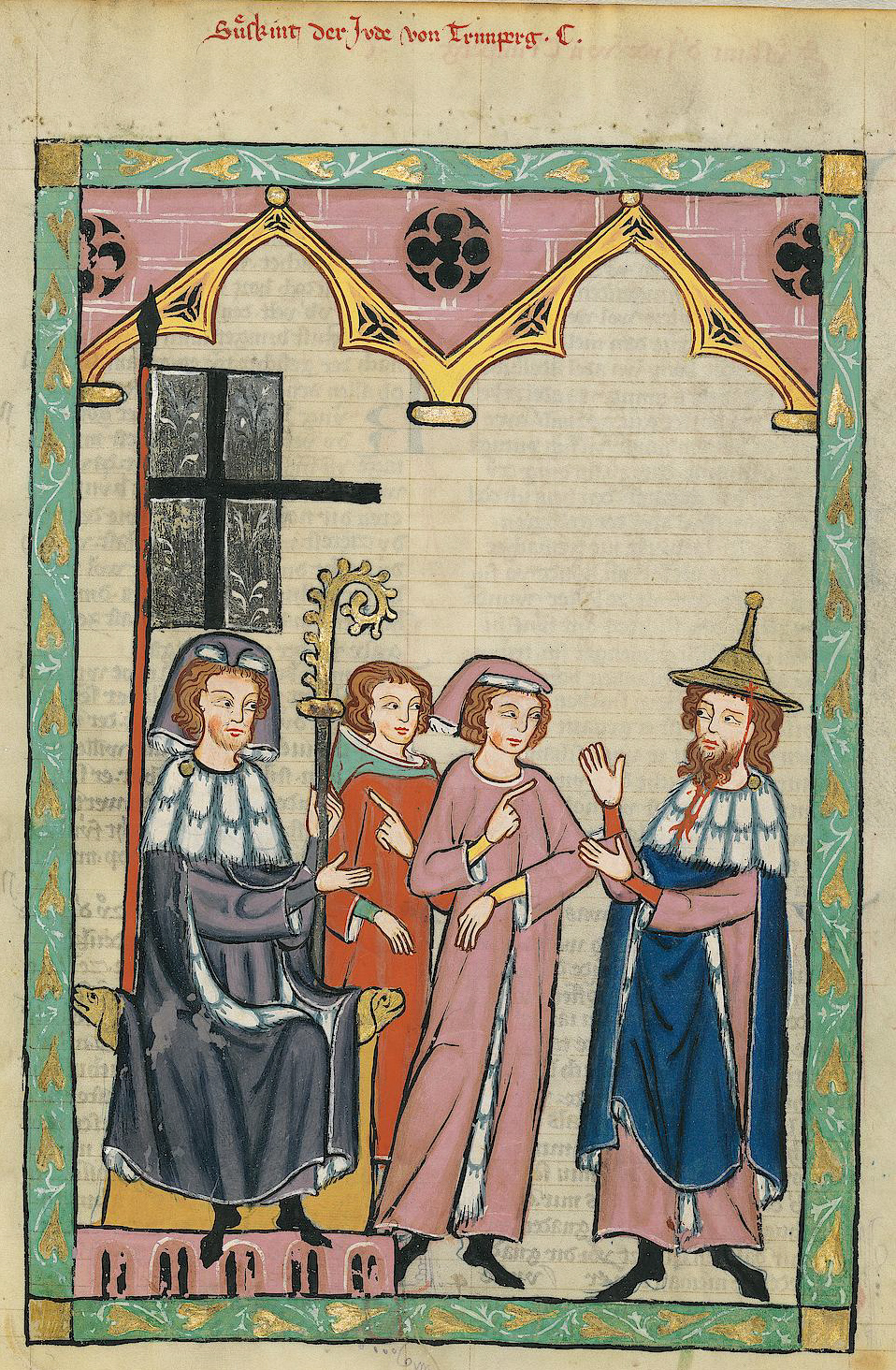
Susskind, poète allemand de Trimberg, à droite, portant chapeau pointu destiné aux Juifs. Codex de Manesse, 1305-1340.

Blason de Judenburg : caricature antisémite de Juif portant le chapeau pointu discriminatoire au Moyen Âge.

## Emblème
Au début du XXe siècle, l'emblème de la ville de Judenburg était constitué d'un aigle autrichien et d'une tête caricaturale — comme il était habituel à ces époques — de Juif à barbe et au chapeau pointu. Le Judenhut était un couvre-chef infamant que les Juifs devaient arborer dans nombre de pays d'Europe (et quelquefois en Orient) depuis le Moyen Âge pour être distingués des Chrétiens qui portaient des coiffes plates.
Ce blason de Judenburg s'est réduit ensuite au profil du même juif sous fond rouge sang. Il rappelle la présence ancienne et nombreuse de juifs qui se sont établis dans le passé dans cet ancien bourg et ont activement participé à son développement.
Le droit d'exécution ces armoiries de la ville a été acté officiellement en 2015 comme suit :
« Dans un bouclier rouge, un barbu d'argent avec un chapeau juif sur la tête de l'homme . » 

## Politique
Monsieur Hannes Dolleschall (SPÖ) est maire de la ville.

## Natifs de la ville
- Gernot Jurtin, footballeur du Sturm Graz, (équipe nationale)
- Renate Götschl, championne de ski
- Georg Pichler, écrivain
- Alf Poier, compositeur de chansons et chanteur de cabaret
- Josef Riegler, homme politique
- Herbert Hufnagl, journaliste
- Walter Pfrimer, bekannt durch den sogenannten Pfrimer-Putsch 1931
- Eva Steinberger, Golfproette
- Christoph Sumann, biathlète
- Egon Haar; Dr. mont. Dekan FH-Kufstein-Tirol
- Jack Unterweger, meurtrier en série
- Wolfgang Muthspiel, musicien de jazz
- Christian Muthspiel, musicien de jazz et peintre
- Kurt Muthspiel, compositeur
- Christian Pfannberger, coureur cycliste.

## Jumelage
- Ferrigno, Lituanie
- Massa e Cozzile, Italie

De plus, Judenburg fait partie du Douzelage.

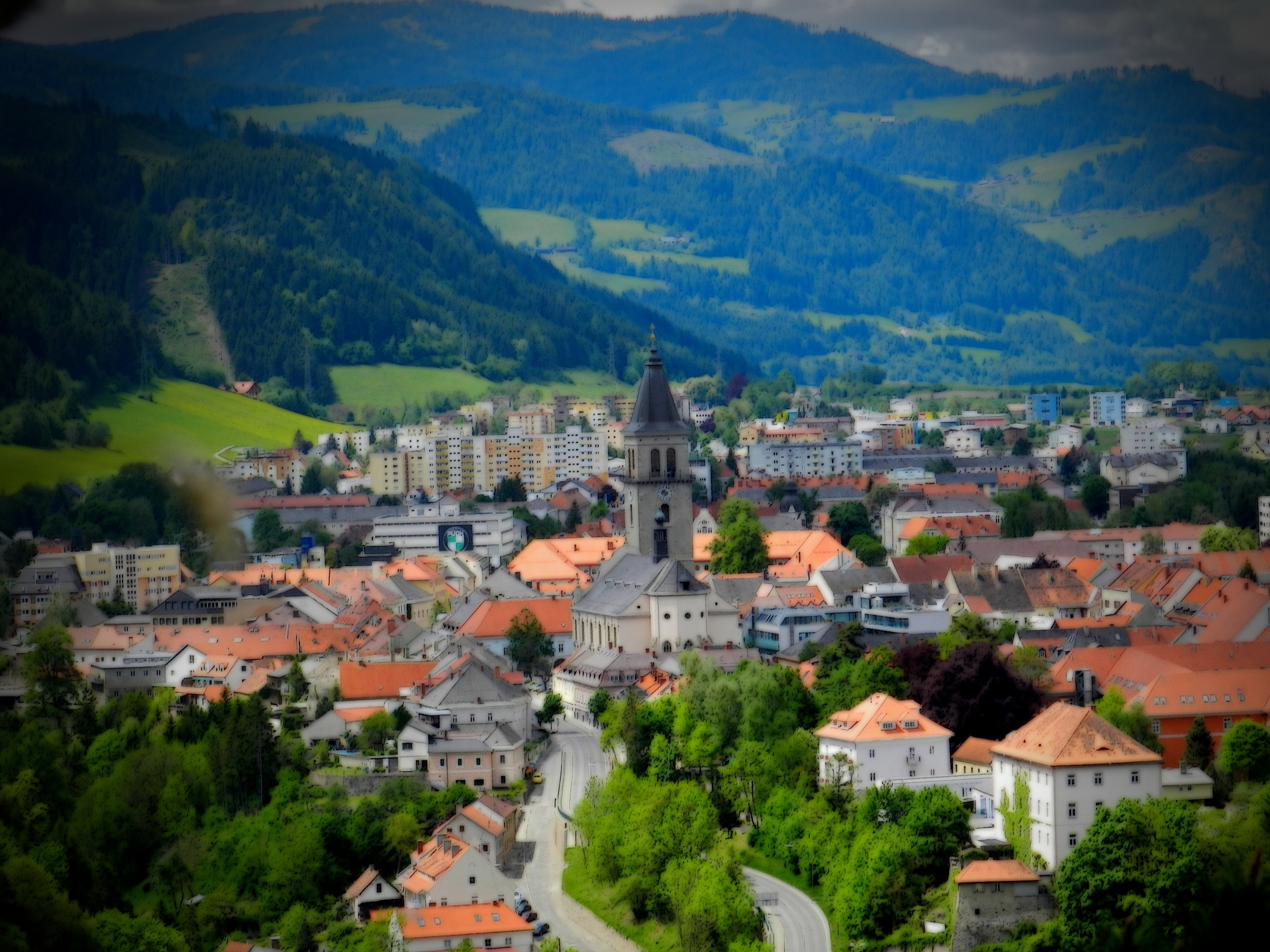
Judenburg vu du Sud-ouest.

## Voir
- Chapeau juif
- Allégations contre les juifs

## Sources
1. ↑   http://www.myjewishlearning.com du 13 janvier 2008
2. 1 2  Dominique Auzias, Jean-Paul Labourdette, AUTRICHE 2017/2018 Petit Futé (lire en ligne)
3. 1 2 3 4 5 6 7  (en) Art. « Styrie », Jewish Encyclopedia, 1906. Source : Emanuel Baumgarten, Die Juden in Steiermark, Vienne, 1903.
4. 1 2 3 4 5 6 7 8 9  (en) Art. « Judenburg », Jewish Encyclopedia, 1906. Lire en ligne.
5. 1 2 3 4  Site de la ville. Lire en ligne.
6. 1 2 3 4  (al) Art. « Judenburg », Encyclopédie Meyers, éd. de l'Institut bibliographique, Leipzig et Vienne, quatrième édition, 1885-1892, pp. 292-293. Lire en ligne.
7. ↑  Pape :  Bulle Cum nimis absurdum. Lituanie, Jewish Encyclopedia de 1906, art. « JudenHut ». Lire en ligne.
8. ↑  Jean Béranger, Histoire de l'empire des Habsbourg, Fayard 1990, rééd. Tallandier, 2012, T.I p.  103.
9. ↑   JewishEncyclopedia du 13 janvier 2008
10. ↑  Henrich Graetz (trad. L. Wogue et M. Bloch), Histoire des Juifs, A. Lévy, 1893 (lire en ligne), p. 342
11. ↑  Cela fut notamment le cas du cimetière juif de Marburg qui devint la propriété de l'ordre des Minines. Voir JE, art. « Styrie ».
12. ↑  G.-B. Depping, Les Juifs dans le Moyen-âge. Essai historique sur leur état civil, commercial et littéraire, Paris, Imprimerie Royale, 1823, p. 533
13. 1 2 3  (en) Art. « Judenburg », Travel Guide : Austria, DK Eyewitness Travel, 2012, p. 174. Lire en ligne.
14. ↑  Recueil de plans d'édifices de la Compagnie de Jésus conservé à la Bibliothèque nationale de Paris / Jean Vallery-Radot,... ; Bibliothèque nationale. Cabinet des estampes, 1960. n° 890 = Vallery-Radot, 890. Voir en ligne.
15. ↑  Marie-Nicolas Bouillet, Dictionnaire universel d'histoire et de géographie : contenant l'histoire et de géographie, Hachette & Cie, 1842 (lire en ligne), « "Judenburg" », p. 931
16. ↑  Histoire, site de la société (de) Stahl Judenburg GmbH.
17. ↑  Vgl. Michael Schiestl : „Zirbitz-“, „Adolf-“ oder „Jubelburg“. Dokumente des „gesunden Volksempfindens“. In: Berichte des Museumsvereines Judenburg. 33 (2000), S. 23–32.
18. 1 2 3 4  Portail touristique. Lire en ligne.
19. ↑  Voir « Judenburg » au US Holocaust Memorial Museum, en ligne.
20. ↑  Voir document officiel du Gouvernent de Styrie du 27/10/2015.